# Uropi
L'uropi è una lingua ausiliaria internazionale creata da Joël Landais, un professore francese, a partire dalle radici comuni alle lingue indoeuropee. Lo scopo dell'uropi è di diventare una lingua ausiliaria comune per l'Europa e quindi di contribuire alla costruzione di una identità europea. Inoltre, data l'estensione delle lingue indoeuropee fuori dell'Europa, l'uropi è anche una lingua ausiliaria adatta a tutto il mondo.
Iniziato negli anni ottanta, L'uropi ha conosciuto qualche modificazione, e il suo vocabolario continua a crescere (il dizionario francese-uropi ha più di 10 000 parole).
L'uropi ha conosciuto una certa celebrità in Europa all'inizio degli anni novanta.

## Pronuncia

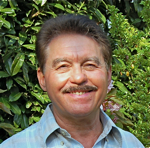
Joël Landais, creatore dell'Uropi

L'alfabeto uropi ha 24 lettere, le 26 lettere dell'alfabeto latino meno la q, la x e la y, ma aggiungendo la lettera ʒ, che proviene dall'alfabeto fonetico internazionale. Tutte le lettere si pronunciano come in italiano, salvo le seguenti:
- c si pronuncia come sc in esci
- g è sempre duro (come in gara)
- h si pronuncia come in inglese o tedesco
- ʒ si pronuncia come la j francese in Jacques, Jean
- s si pronuncia sempre come ss in cassa
- w si pronuncia come in inglese in whisky

L'accento tonico cade di solito sulla radice principale. Tuttavia, certi suffissi (come -èl, che indica lo strumento) e la finale -ì del passato sono sempre accentuati; quando ci sono due suffissi o più, il penultimo suffisso è sempre accentuato. L'accento tonico è scritto con un accento grave (à è ì ò ù) quando l'ultima sillaba è accentuata. Per esempio kotèl, perì, fotò, menù = coltello, portai, foto, menu.

## Vocabolario

### Radici
Le radici dell'uropi si dividono in tre categorie:

#### Le radici indoeuropee
L'uropi vuole, prima di tutto, essere un modo di ricreare l'unità fra le lingue indoeuropee. Con questo scopo, la maggior parte delle radici uropi è costituita delle radici indoeuropee, ma semplificate, nella loro pronuncia e lunghezza (spesso, le radici uropi hanno soltanto una sillaba, o due). Così, madre si dice mata (indoeuropeo: mâtêr*); sole si dice sol (indoeuropeo: sâwel*). Queste semplificazioni corrispondono all'evoluzione naturale delle radici indoeuropee che ci ha dato le parole che usiamo oggi nelle lingue indoeuropee moderne. Così mata corrisponde al vocabolo hindi mata (madre), sol allo spagnolo e scandinavo sol (sole).

#### Le radici "ibride"
Quando non c'è nessuna radice indoeuropea, o ci sono parecchie radici per esprimere la stessa realtà in diverse lingue, l'uropi può usare delle radici ibride, incrociando parole delle diverse lingue in modo da creare il vocabolo più facilmente riconoscibile dai locutori del più grande numero di lingue indoeuropee. Così, in liamo (amare), la sillaba li- proviene dalle lingue germaniche e slave (cf lieben in tedesco e liubit' in russo), e la sillaba -am delle lingue latine (amare, amar); o in mand (mano), il ma- proviene dalle lingue latine e il -and (hand) delle lingue germaniche. Questo processo non è così artificiale come pare: è stato osservato nell'evoluzione delle lingue naturali che, per esempio, la parola francese haut (alto) proviene dall'incrocio fra il vecchio francese aut (dal latino altus) e il francone hôh. È anche stato utilizzato volutamente in lingue come l'inglese per formare quello che gli inglesi chiamano portmanteau-words, per esempio, il famoso smog londinese proviene dall'incrocio di smoke e di fog. Citiamo anche le parole franglais, (Fr = français + anglais), denglisch (De = deutsch + englisch), spanglish (US = spanish + english). Queste parole ripresentano soltanto 3 % dal vocabolario uropi.

#### Vocaboli internazionali
In uropi ci sono anche molte parole "internazionali", come taksì, skol (scuola), bus, art, polìz, restoria (ristorante), simfonij (sinfonia), tabàk, ecc…

### Parole composte
Come molte altre lingue ausiliari, l'uropi usa molte parole composte, sia con due radici, sia con suffissi o prefissi.
Nella prima categoria, si può dare come esempio lucitòr = faro (di mare), da luc (luce) e tor (torre); o, con sopo (dormire), sopisàk (sacco a pelo), o sopivagòn, (vagone letto).
Si possono anche dare numerosi esempi della derivazione con suffissi o prefissi: con davo, dare, si forma disdavo, distribuire; con tel, scopo, si forma atelo, portare a, avere esito; con brek, rottura, e us, fuori (lat. ex-), si forma usbrèk, eruzione; con apel, mela, si forma aplar, melo, e aplaria, meleto.
Nella maggior parte dei casi, il lettore o l'ascoltatore può senza difficoltà ritrovare le radici e quindi il significato della parola composta. Tuttavia, certe derivazioni, anche se seguono l'etimologia dei vocaboli equivalenti nelle lingue naturali, hanno un senso un po' scuro, piuttosto metaforico. Così ruspeko, nel senso letterale guardare indietro, significa rispettare; o incepo (afferrare all'interno), significa capire.

## Grammatica

### Sostantivi
Come certe lingue indoeuropee moderne, l'uropi ha conservato una declinazione minima con due casi: il nominativo e il genitivo, nel singolare e nel plurale.
I sostantivi uropi si dividono in tre gruppi: quelli che finiscono con una consonante, quelli che finiscono con una -a e quelli che finiscono con un'altra vocale.
Fra quelli che finiscono con una consonante, si trovano tutti i sostantivi che designano un
uomo o un animale maschio: man: uomo; gal: gallo. (nomi maschili)
Questi sostantivi prendono una -e al nominativo plurale; il genitivo singolare è segnato con una -i, e il genitivo plurale, con -is. man, mane, mani, manis (uomo, uomini, di uomo, di uomini).
I sostantivi che designano donne o animali femmine finiscono con una -a: ʒina: donna; gala: gallina. (nomi femminili).
La -a diventa -u al genitivo singolare. Il plurale è segnato con una -s nei due casi: gala, galas, galu, galus (gallina, galline, di gallina, di galline).
Tutti gli altri sostantivi sono neutri: finiscono sia con una consonante sia con una -a: per esempio: tab: tavola o ment: mente, oppure teatra: teatro o centra: centro. Corrispondono al pronome personale neutro je.
I sostantivi che finiscono con un'altra vocale sono per lo più vocaboli "internazionali": taksì, eurò, menù. Prendono una -s al plurale e non hanno un segno per il genitivo.

### Aggettivi
Gli aggettivi qualificativi sono invariabili. Si mettono sempre davanti al sostantivo a cui si riferiscono. Esistono aggettivi "puri": bun: buono; glen: verde, kurti: corto, e anche aggettivi derivati dai sostantivi. In questo caso, la loro forma è identica a quella del genitivo singolare: mani: di uomo, virile, maschile; ʒinu: di donna, femminile.
Certi aggettivi indefiniti quantitativi che sono contemporaneamente pronomi prendono il segno del plurale: mol, mole = molto/a, molti/e, poj, poje = poco/a, pochi/e, tal, tale = tutto/a, tutti/e, ek, eke = qualche, alcuni/e.

### Pronomi
I pronomi personali hanno tre casi: nominativo, accusativo (anche usato con tutte le preposizioni) e dativo. Al posto del genitivo, ci sono gli aggettivi possessivi. Alla terza persona del singolare ci sono tre pronomi (maschile: he; femminile: ce; neutro; je); C'è anche un pronome riflessivo. Per esempio: i = io (nominativo), ma = mi, me (accusativo), mo = mi, a me (dativo), tu, ta, to, ecc.
Lista dei pronomi personali: i, tu, he, ce, je, nu, vu, lu = io, tu, lui, lei, lui/lei (neutro), noi, voi, loro. Pronome riflessivo: sia = si.

### Verbi
I verbi uropi hanno i modi indicativo, imperativo e condizionale; hanno anche una forma semplice, una forma durativa e una forma di perfetto
- Tranne all'imperativo, le forme verbali non cambiano con la persona.
- La desinenza dell'infinito è sempre -o : jedo: mangiare, sopo: dormire, frajo: temere
- La forma del presente è quella del radicale: i jed: mangio, tu sop: dormi …
- Il passato si forma aggiungendo una -ì (accentuata): i jedì: mangiai, ho mangiato.
- Per il futuro si usa la particella ve con l'infinito: i ve jedo: mangerò,
- Per il condizionale, si aggiunge la finale -ev: I sev fami, he jedev: avrei fame, mangerebbe.
- Le forme di passato perfetto usano l'ausiliario avo: avere e il participio passato in -en: i av jeden: ho mangiato.
- Le forme durative usano l'ausiliario so: essere e il gerundio in -an: i se jedan: sto mangiando.
- L'imperativo: jed, jedem, jede: mangia, mangiamo, mangiate/mangi.
- Il passivo usa l'ausiliario vido: diventare: De mus vid jeden pa de kat: Il topo è/viene mangiato dal gatto.

### Numeri
1: un; 2: du; 3: tri; 4: kwer; 5: pin; 6: ses; 7: sep; 8: oc; 9: nev; 10: des; 100: sunte; 1000: tilie. 357: trisunte-pindes-sep.
I numeri ordinali si formano aggiungendo una -i o una -j (dopo una vocale): duj: secondo; pini: quinto; a eccezione di pri: primo.
Le frazioni si formano aggiungendo una -t: trit: terzo; a eccezione di mij: mezzo.

## Esempio di testo
| Fel tu ne ka slimi se ʒiv? | Non senti com'è semplice la vita? |
| --- | --- |
| In de bros di morna je stì u gris nil melankoliji… Margerita sì solem interesen ov liam, Dante id Katule, ba subetàl Mirko, we avì kevile falan su spulde, oje vernu, we sì vadan wim un artìst id detì mol bel mati vokade. Po Margerita he skrivì sante anlezi a santo, ane rime nè refràn, u muleti vaj notis id strani vokis we detì ca nerim intruben. Margerita rumèn jok u strof: “Tu se de raja id tu se de ruʒ, de prinsa id de princìp de fendi”. Pos liam, he kokulì sia gon ca id plojì, o he licì ci dige wim u kun. He sì foj id ploje, u vintivìrb we detì Margerita felo sia vezi, id lasì su ca u pain semli a u sujad. Pos avo lasen skol, Mirko inizì pivo par nekun volì registo hi sante, he calì de diskihase, tokì, usplojì, id de dore stajì kluzen, oʒe ne u vintilùk, davos he pivì, disbrekì wim de glas u miki fenti id vidì kotan, mali. Margerita probì rukarʒado ha, detì ho vokade ov tolsad id vartad, de vokade liami, ba je satì nevos, id oʒe je sì maj pej. Mirko ruvokì co ki strizen dante, kraje id voke u vunen besti, id pos oblasì ca, jetì sia su de led, hi keb ude de kebikùc, he sopì un tali dia. Ce stajì sedan id spekan ha, ce sì felan melid po da bob, atristen pa hi magri prest, da usspitan ribe detì ca meno ov de Indian govas, saiten id mizeric. “I vol ne so u fajen” dezì Mirko id reinizì de virt plojic telefonadis id apnegadis… | Nella spazzola stamane c'era un filo grigio di malinconia.…A Margherita interessava solo l'amore, Dante e Catullo, ma soprattutto Mirko, che aveva i capelli sulle spalle, occhi primaverili, che camminava come un artista e faceva bellissimi discorsi da matto. Per Margherita lui scriveva canzoni difficili da cantare, senza rime e senza ritornello, una mulattiera di note e parole strane che la mettevano quasi in imbarazzo. Margherita ricorda ancora una strofa: « Sei la regina e la ruggine, la principessa e il principio della fine » Dopo l'amore lui le si accucciava addosso e piangeva, oppure le leccava le dita come un cane. Era fuoco e lacrime, un vortice che faceva sentire importante Margherita e le lasciava addosso una pena simile a una sporcizia. Finita la scuola Mirko cominciò a bere perché nessuno voleva incidere le sue canzoni, chiamava le case discografiche, bussava, supplicava e le porte rimanevano chiuse, e neanche uno spiraglio, allora beveva, si spezzava come il vetro di una piccola finestra e diventava tagliente, cattivo. Margherita provava a rincuorarlo, gli faceva i discorsi della pazienza e dell'attesa, i discorsi dell'amore, ma non bastava mai, anzi, era peggio, Mirko le rispondeva coi denti stretti, versi e parole da animale ferito, e poi la dimenticava, si buttava sul letto, la testa sotto il cuscino, dormiva un giorno intero. Lei restava seduta a guardarlo, provava tenerezza per quel ragazzo, le dava pena il suo torace magro, quelle costole sporgenti la facevano pensare alle mucche indiane, sacre e derelitte. « Io non voglio essere un fallito " diceva Mirko e riprendeva il giro delle telefonate piagnucolose e dei rifiuti… Marco Lodoli |